# Coorie
Coorie ist ein schottisches (Scots) Wort und bedeutet "sich bücken, beugen, kauern, sich zum Schutz zusammenkauern" und "kuscheln, sich anschmiegen". Es wurde als "Lifestyle-Trend" aufgegriffen und positioniert, ähnlich wie das skandinavische Konzept von Hygge, das Ideen wie Gemütlichkeit beinhaltet.